# Highway Robbery
Albums par Guilty Simpson
Dice Game
(2012) Detroit's Son
(2015)
Albums par Small Professor
Gigantic, Vol. 1
(2012)
Highway Robbery est un album collaboratif de Guilty Simpson et Small Professor, sorti le 24 septembre 2013.

## Liste des titres
| No  | Titre                                                   | Durée |
| --- | ------------------------------------------------------- | ----- |
| 1.  | Take Your Power (Intro)                                 | 1:38  |
| 2.  | Get That Pay (Scooby Mix)                               | 2:25  |
| 3.  | I'm the City (featuring Boldy James et Statik Selektah) | 4:21  |
| 4.  | Blap (Interlude)                                        | 1:45  |
| 5.  | It's Nuthin (featuring A.G.)                            | 3:08  |
| 6.  | On the Run (featuring DJ Revolution)                    | 2:39  |
| 7.  | Go (featuring Elucid et Castle)                         | 2:22  |
| 8.  | Come Get Me (Outro)                                     | 2:03  |
| 9.  | Get That Pay (OG Mix)                                   | 2:39  |
| 10. | The Easiest Way (Remix)                                 | 1:43  |